# Beppe Recchia
Beppe Recchia, all'anagrafe Giuseppe Recchia (Pontenure, 21 maggio 1934 – Milano, 8 giugno 2007), è stato un regista televisivo italiano.
Era lo zio del regista Riccardo Recchia.

## Biografia
Il suo debutto televisivo avvenne nel 1960 in Rai, dove negli anni lavorò con personaggi come Giorgio Gaber, Cochi e Renato, Franca Valeri, Sandra Mondaini, Pippo Baudo, Enzo Tortora, Loretta Goggi e molti altri. Nel 1971 scrisse e diresse il film La piazza vuota e fu regista della miniserie televisiva Riuscirà il cav. papà Ubu? insieme a Vito Molinari. Nel 1974 Recchia ricevette il Premio Flaiano per la sceneggiatura. Grande amante della moderna comicità televisiva, lavorò con Roberto Benigni in Onda Libera nel 1976. Passò poi nelle televisioni private debuttando su Telebiella, in seguito collaborò con TeleradioCity e, soprattutto, con Telealtomilanese e Antennatre, dove fu regista di tanti spettacoli di varietà tra cui Lo Squizzofrenico, Il Pomofiore, Bazar 80, Bazar Domani,Meglio Gufi che mai, Non lo sapessi ma lo so, Il telegramma, Affare fatto (con Ettore Andenna), O la va o la spacca, Il Guazzabuglio, Il Parapiglio e, assieme a Cino Tortorella, La bustarella.
Nel 1984 Recchia - pur mantenendo ancora aperta per un paio d'anni la collaborazione con l'emittente lombarda - entrò in Fininvest e diresse Drive In (Italia 1, 1984-1988); inaugurò così il sodalizio con Antonio Ricci, sfociato in diverse edizioni di Striscia la notizia. Firmò poi decine di trasmissioni, come Odiens (Canale 5, 1988), Emilio (Italia 1, 1989), Buona Domenica (Canale 5, 1991-1995, 2004-2006), La grande sfida (Canale 5, 1992-1993), Scherzi a parte (Canale 5, 1993), La sai l'ultima? (Canale 5, 1997), Ciao Darwin (Canale 5, 1998-2003), Beato tra le donne (Canale 5, 1999-2000), La corrida - Dilettanti allo sbaraglio (Canale 5, 2002-2004), Colorado Cafè Live (Italia 1, 2006).
Morì a Milano all'età di 73 anni, dopo una lunga malattia: il giorno della sua morte la puntata di Colorado, in replica, fu dedicata a lui.

## Riconoscimenti
- Premio Flaiano per la cinematografia
  - 1974 – Migliore sceneggiatura per La gabbia